# 빅토리아항 (브리티시컬럼비아주)

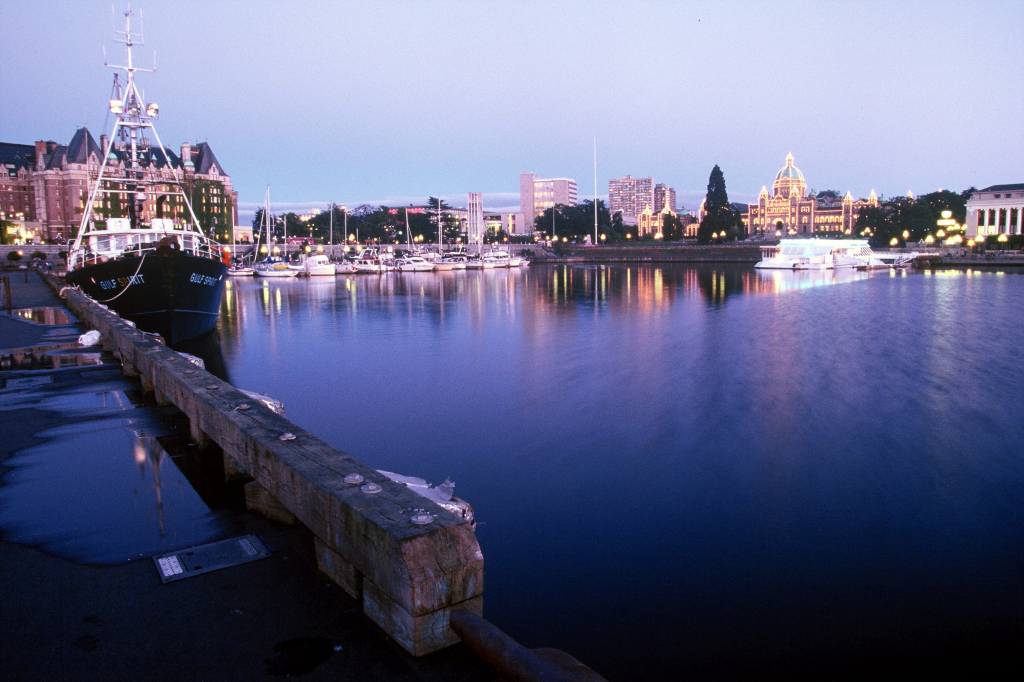
이너 하버. 캐나다 빅토리아항.

빅토리아항(Victoria Harbor)은 캐나다 브리티시컬럼비아주 빅토리아에 위치한 항구이다. 브리티시컬럼비아주뿐만 아니라 캐나다에 대한 관문 역할을 하고 있다.

빅토리아항은 밴쿠버 섬의 보석이라 불린다.
빅토리아항은 이너 하버(Inner Harbor), 어퍼 하버(Upper Harbor), 셀커크 워터(Selkirk Water), 조지 워터즈(Gorge Waters), 포티지 인렛(Portage Inlet) 등으로 구성되어 있다.

## 역사
빅토리아항의 역사는 1775년으로 거슬러 올라간다. 스페인 출신의 탐험가 후앙 프란시스코 꾸아드라(스페인어: Juan Francisco de la Bodega y Quadra)가 이곳에 도착한 바 있다는 기록이 남아 있다.

제임스 쿡 선장이 1778년 봄, 밴쿠버섬 북서쪽 해안의 누트카섬(Nootka island)에 상륙한 바 있다. 유럽인들이 차차 이 지역에 정착하였으며, 모피 무역이 번성하였다.
1858년 인근 프레이저강 계곡(Fraser River valley)에서 금광이 발견되었다. 샌 프란시스코 등지로부터 수만 명의 사람들이 북쪽으로 몰려들었다.

## 교통
포트 앤젤레스 (워싱턴주)까지 연결되는 페리 선을 위한 페리 터미널을 갖추고 있다.